# Список эпизодов телесериала «Майк и Молли»
Список серий американского ситкома «Майк и Молли», созданного Марком Робертсом.
Действие сериала происходит в Чикаго, штат Иллинойс. Майк Биггс, полицейский, и Молли Флинн, учительница начальных классов, посещают курсы анонимных обжор, где встречают друг друга. Напарник Майка, офицер Карл МакМиллан, любит подшучивать над весом друга, однако всячески поддерживает его в стремлении сбросить лишние килограммы.
Жизнь Молли происходит в постоянных искушениях: сбросить вес ей зачастую мешают её мать, Джойс и сексуальная сестра Виктория, которые не имеют проблем с фигурой и могут себе позволить многое в плане еды. Майку также приходится сталкиваться с искушением в закусочной, которую они часто посещают с напарником. Любовь к еде и желание сбросить вес делают двух героев отличной парой.

## Обзор сезонов
| Сезон | Сезон | Эпизоды | Оригинальная дата показа | Оригинальная дата показа | Рейтинг Нильсена | Рейтинг Нильсена   |
| Сезон | Сезон | Эпизоды | Премьера сезона          | Финал сезона             | Ранк             | Зрители (миллионы) |
| ----- | ----- | ------- | ------------------------ | ------------------------ | ---------------- | ------------------ |
|       | 1     | 24      | 20 сентября 2010         | 16 мая 2011              | 35               | 11,14              |
|       | 2     | 23      | 26 сентября 2011         | 14 мая 2012              | 31               | 11,51              |
|       | 3     | 23      | 24 сентября 2012         | 30 мая 2013              | 37               | 10,22              |
|       | 4     | 22      | 4 ноября 2013            | 19 мая 2014              | 33               | 9,58               |
|       | 5     | 22      | 8 декабря 2014           | 18 мая 2015              | 44               | 9,91               |
|       | 6     | 13      | 6 января 2016            | 16 мая 2016              | 51               | 8,46               |

## Список серий

### Сезон 1 (2010-11)
| № общий | № в сезоне | Название                                                         | Режиссёр       | Автор сценария                                                                                       | Дата премьеры    | Зрители в США (млн) |
| ------- | ---------- | ---------------------------------------------------------------- | -------------- | --- | ---------------- | ------------------- |
| 1       | 1          | «Pilot» «Пилотная серия»                                         | Джеймс Берроуз | Марк Робертс                                                                                         | 20 сентября 2010 | 12,23               |
| 2       | 2          | «First Date» «Первое свидание»                                   | Джеймс Берроуз | Марк Робертс и Чак Лорри                                                                             | 27 сентября 2010 | 11,12               |
| 3       | 3          | «First Kiss» «Первый поцелуй»                                    | Джеймс Берроуз | Марк Робертс и Алан Хиггинс                                                                          | 4 октября 2010   | 12,21               |
| 4       | 4          | «Mike's Not Ready» «Майк не готов»                               | Джеймс Берроуз | Марк Робертс и Чак Лорри                                                                             | 11 октября 2010  | 10,72               |
| 5       | 5          | «Carl Is Jealous» «Карл ревнует»                                 | Джеймс Берроуз | Марк Робертс и Дон Фостер                                                                            | 18 октября 2010  | 10,90               |
| 6       | 6          | «Mike's Apartment» «Квартира Майка»                              | Джеймс Берроуз | Марк Робертс и Джули Бин                                                                             | 25 октября 2010  | 10,81               |
| 7       | 7          | «After the Lovin'» «После уик-энда»                              | Джеймс Берроуз | Марк Робертс, Дон Фостер и Марк Гросс                                                                | 1 ноября 2010    | 10,75               |
| 8       | 8          | «Mike Snores» «Майк храпит»                                      | Джеймс Берроуз | Марк Робертс, Дон Фостер и Карла Филиша                                                              | 8 ноября 2010    | 10,80               |
| 9       | 9          | «Mike's New Boots» «Новые ботинки Майка»                         | Джеймс Берроуз | Марк Робертс, Дон Фостер и Алан Хиггинс                                                              | 15 ноября 2010   | 12,15               |
| 10      | 10         | «Molly Gets a Hat» «Молли получает шляпу»                        | Джеймс Берроуз | Марк Робертс, Дон Фостер и Марк Гросс                                                                | 22 ноября 2010   | 12,93               |
| 11      | 11         | «Carl Gets a Girl» «У Карла появляется девушка»                  | Джеймс Берроуз | Марк Робертс, Чак Лорри и Дон Фостер                                                                 | 6 декабря 2010   | 11,04               |
| 12      | 12         | «First Christmas» «Первое Рождество»                             | Джеймс Берроуз | Марк Робертс и Дон Фостер                                                                            | 13 декабря 2010  | 11,96               |
| 13      | 13         | «Mike Goes to the Opera» «Майк едет в оперу»                     | Джеймс Берроуз | История: Марк Робертс и Чак Лорри Телесценарий: Дон Фостер и Алан Хиггинс                            | 3 января 2011    | 12,39               |
| 14      | 14         | «Molly Makes Soup» «Молли готовит суп»                           | Джеймс Берроуз | Марк Робертс, Дон Фостер и Марк Гросс                                                                | 17 января 2011   | 12,80               |
| 15      | 15         | «Jim Won't Eat» «Джим не хочет есть»                             | Джеймс Берроуз | История: Марк Робертс и Дон Фостер Телесценарий: Алан Хиггинс и Джули Бин                            | 7 февраля 2011   | 12,55               |
| 16      | 16         | «First Valentine's Day» «Первый день святого Валентина»          | Джеймс Берроуз | Марк Робертс, Чак Лорри и Дон Фостер                                                                 | 14 февраля 2011  | 12,92               |
| 17      | 17         | «Joyce & Vince And Peaches & Herb» «Джойс и Винс и Пичес и Хёрб» | Джеймс Берроуз | История: Марк Робертс и Дон Фостер Телесценарий: Марк Гросс и Алан Хиггинс                           | 21 февраля 2011  | 11,20               |
| 18      | 18         | «Mike's Feet» «Ноги Майка»                                       | Джеймс Берроуз | История: Марк Робертс и Дон Фостер Телесценарий: Марк Гросс и Алан Хиггинс                           | 28 февраля 2011  | 11,35               |
| 19      | 19         | «Peggy Shaves Her Legs» «Пегги бреет ноги»                       | Джеймс Берроуз | История: Марк Робертс и Дон Фостер Телесценарий: Джули Бин и Карла Филиша                            | 21 марта 2011    | 9,70                |
| 20      | 20         | «Opening Day» «День открытых дверей»                             | Джеймс Берроуз | История: Марк Робертс и Джим Паттерсон Телесценарий: Дон Фостер и Алан Хиггинс                       | 11 апреля 2011   | 7,91                |
| 21      | 21         | «Samuel Gets Fired» «Сэмюэля увольняют»                          | Джеймс Берроуз | История: Марк Робертс и Дон Фостер Телесценарий: Алан Хиггинс и Джули Бин                            | 18 апреля 2011   | 9,98                |
| 22      | 22         | «Cigar Talk» «Разговор за сигарами»                              | Джеймс Берроуз | История: Марк Робертс, Дон Фостер и Чак Лорри Телесценарий: Алан Хиггинс и Марк Гросс                | 2 мая 2011       | 8,19                |
| 23      | 23         | «Victoria's Birthday» «День рождения Виктории»                   | Джеймс Берроуз | История: Марк Робертс, Дон Фостер и Чак Лорри Телесценарий: Джули Бин, Карла Филиша и Джим Паттерсон | 9 мая 2011       | 7,63                |
| 24      | 24         | «Peggy's New Beau» «Новый кавалер Пегги»                         | Джеймс Берроуз | История: Марк Робертс, Дон Фостер Телесценарий: Алан Хиггинс и Марк Гросс                            | 16 мая 2011      | 8,64                |

### Сезон 2 (2011-12)
| № общий | № в сезоне | Название                                                | Режиссёр       | Автор сценария                                                                        | Дата премьеры    | Зрители в США (млн) |
| ------- | ---------- | ------------------------------------------------------- | -------------- | ------------------------------------------------------------------------------------- | ---------------- | ------------------- |
| 25      | 1          | «Goin' Fishin'» «На рыбалку»                            | Джеймс Берроуз | История: Чак Лорри и Марк Робертс Телесценарий: Джули Бин, Дон Фостер и Алан Хиггинс  | 26 сентября 2011 | 13,86               |
| 26      | 2          | «Dennis's Birthday» «День рождения Денни»               | Джеймс Берроуз | История: Чак Лорри и Марк Робертс Телесценарий: Дон Фостер, Марк Гросс и Карла Филиша | 3 октября 2011   | 13,20               |
| 27      | 3          | «Mike in the House» «Майк в доме»                       | Джеймс Берроуз | История: Чак Лорри и Марк Робертс Телесценарий: Дон Фостер, Алан Хиггинс и Джули Бин  | 10 октября 2011  | 11,65               |
| 28      | 4          | «'57 Chevy Bel Air» «Chevrolet Bel Air 1957 года»       | Джеймс Берроуз | История: Чак Лорри и Марк Робертс Телесценарий: Дон Фостер, Марк Гросс и Карла Филиша | 17 октября 2011  | 11,51               |
| 29      | 5          | «Victoria Runs Away» «Виктория убегает»                 | Джеймс Берроуз | История: Чак Лорри и Марк Робертс Телесценарий: Дон Фостер, Алан Хиггинс и Джули Бин  | 24 октября 2011  | 12,16               |
| 30      | 6          | «Happy Halloween» «Веселого Хэллоуина»                  | Джеймс Берроуз | История: Чак Лорри и Марк Робертс Телесценарий: Дон Фостер, Алан Хиггинс и Джули Бин  | 31 октября 2011  | 11,45               |
| 31      | 7          | «Carl Meets A Lady» «Карл встречает девушку»            | Джеймс Берроуз | История: Чак Лорри и Марк Робертс Телесценарий: Дон Фостер, Алан Хиггинс и Джули Бин  | 7 ноября 2011    | 11,93               |
| 32      | 8          | «Peggy Gets a Job» «Пегги получает работу»              | Джеймс Берроуз | История: Чак Лорри и Марк Робертс Телесценарий: Дон Фостер, Марк Гросс и Карла Филиша | 14 ноября 2011   | 12,18               |
| 33      | 9          | «Mike Cheats» «Майк жульничает»                         | Джеймс Берроуз | История: Чак Лорри и Марк Робертс Телесценарий: Дон Фостер, Алан Хиггинс и Джули Бин  | 21 ноября 2011   | 13,05               |
| 34      | 10         | «Molly Needs A Number» «Молли нужен номер»              | Джеймс Берроуз | История: Чак Лорри и Марк Робертс Телесценарий: Дон Фостер, Марк Гросс и Карла Филиша | 5 декабря 2011   | 12,66               |
| 35      | 11         | «Christmas Break» «Рождественский перерыв»              | Джеймс Берроуз | История: Чак Лорри и Марк Робертс Телесценарий: Дон Фостер, Эл Хиггинс и Джули Бин    | 12 декабря 2011  | 12,77               |
| 36      | 12         | «Carl Has Issues» «У Карла идея»                        | Джеймс Берроуз | История: Марк Робертс и Чак Лорри Телесценарий: Дон Фостер, Марк Гросс и Карла Филиша | 2 января 2012    | 11,90               |
| 37      | 13         | «Victoria Can’t Drive» «Виктория не умеет водить»       | Джеймс Берроуз | История: Чак Лорри и Марк Робертс Телесценарий: Дон Фостер, Эл Хиггинс и Джули Бин    | 16 января 2012   | 11,09               |
| 38      | 14         | «Joyce’s Choices» «Выбор Джойс»                         | Джеймс Берроуз | История: Марк Робертс и Чак Лорри Телесценарий: Дон Фостер, Марк Гросс и Карла Филиша | 6 февраля 2012   | 10,95               |
| 39      | 15         | «Valentine’s Piggyback» «С помощью Валентина»           | Джеймс Берроуз | История: Чак Лорри и Марк Робертс Телесценарий: Дон Фостер, Эл Хиггинс и Джули Бин    | 13 февраля 2012  | 10,91               |
| 40      | 16         | «Surprise» «Сюрприз»                                    | Джеймс Берроуз | История: Марк Робертс и Чак Лорри Телесценарий: Дон Фостер, Марк Гросс и Карла Филиша | 20 февраля 2012  | 11,33               |
| 41      | 17         | «Mike Likes Lasagna» «Майк любит лазанью»               | Джеймс Берроуз | История: Марк Робертс и Чак Лорри Телесценарий: Дон Фостер, Эл Хиггинс и Джули Бин    | 27 февраля 2012  | 10,12               |
| 42      | 18         | «Peggy Goes To Branson» «Пегги отправляется к Брэнсону» | Джеймс Берроуз | История: Марк Робертс Телесценарий: Дон Фостер, Эл Хиггинс и Марк Гросс               | 19 марта 2012    | 9,71                |
| 43      | 19         | «Molly Can't Lie» «Молли не может лгать»                | Джеймс Берроуз | История: Марк Робертс и Билл Дэли Телесценарий: Дон Фостер, Эл Хиггинс и Марк Гросс   | 9 апреля 2012    | 9,58                |
| 44      | 20         | «The Dress» «Платье»                                    | Джеймс Берроуз | История: Марк Робертс и Чак Лорри Телесценарий: Дон Фостер и Эл Хиггинс               | 16 апреля 2012   | 9,54                |
| 45      | 21         | «Bachelor/Bachelorette» «Холостяк/Незамужняя»           | Джеймс Берроуз | История: Марк Робертс и Дон Фостер Телесценарий: Эл Хиггинс и Джули Бин               | 30 апреля 2012   | 10,16               |
| 46      | 22         | «The Rehearsal» «Репетиция»                             | Джеймс Берроуз | История: Марк Робертс и Дон Фостер Телесценарий: Эл Хиггинс и Джули Бин               | 7 мая 2012       | 10,14               |
| 47      | 23         | «The Wedding» «Свадьба»                                 | Джеймс Берроуз | История: Марк Робертс и Дон Фостер Телесценарий: Марк Гросс и Карла Филиша            | 14 мая 2012      | 11,79               |

### Сезон 3 (2012-13)
| № общий | № в сезоне | Название                                                   | Режиссёр           | Автор сценария                                                                         | Дата премьеры    | Зрители в США (млн) |
| ------- | ---------- | ---------------------------------------------------------- | ------------------ | -------------------------------------------------------------------------------------- | ---------------- | ------------------- |
| 48      | 1          | «The Honeymoon Is Over» «Медовый месяц закончился»         | Марк Робертс       | История: Марк Робертс и Дон Фостер Телесценарий: Эл Хиггинс и Марк Гросс               | 24 сентября 2012 | 9,45                |
| 49      | 2          | «Vince Takes a Bath» «Винс принимает ванну»                | Джейсон Александер | История: Марк Робертс и Дон Фостер Телесценарий: Эл Хиггинс и Джули Бин                | 1 октября 2012   | 8,52                |
| 50      | 3          | «Mike Likes Cake» «Майку нравится торт»                    | Фил Льюис          | История: Марк Робертс и Дон Фостер Телесценарий: Эл Хиггинс и Карла Филиша             | 8 октября 2012   | 8,67                |
| 51      | 4          | «Molly in the Middle» «Молли на распутье»                  | Фил Льюис          | История: Марк Робертс и Дон Фостер Телесценарий: Эл Хиггинс, Джули Бин и Карла Филиша  | 15 октября 2012  | 9,10                |
| 52      | 5          | «Mike’s Boss» «Начальник Майка»                            | Фил Льюис          | История: Марк Робертс и Дон Фостер Телесценарий: Эл Хиггинс и Джули Бин                | 29 октября 2012  | 8,78                |
| 53      | 6          | «Yard Sale» «Гаражная распродажа»                          | Фил Льюис          | История: Марк Робертс и Эл Хиггинс Телесценарий: Дон Фостер, Карла Филиша и Марк Гросс | 5 ноября 2012    | 9,24                |
| 54      | 7          | «Thanksgiving Is Cancelled» «День Благодарения отменяется» | Фил Льюис          | История: Марк Робертс и Дон Фостер Телесценарий: Эл Хиггинс и Марк Гросс               | 19 ноября 2012   | 9,25                |
| 55      | 8          | «Mike Likes Briefs» «Майк любит шорты»                     | Фил Льюис          | История: Марк Робертс и Дон Фостер Телесценарий: Эл Хиггинс и Джули Бин                | 26 ноября 2012   | 11,29               |
| 56      | 9          | «Mike Takes a Test» «Майк сдает тест»                      | Фил Льюис          | История: Марк Робертс и Дон Фостер Телесценарий: Эл Хиггинс и Марк Гросс               | 3 декабря 2012   | 10,23               |
| 57      | 10         | «Karaoke Christmas» «Караоке Рождество»                    | Фил Льюис          | История: Марк Робертс и Дон Фостер Телесценарий: Эл Хиггинс, Марк Гросс и Карла Филиша | 17 декабря 2012  | 10,79               |
| 58      | 11         | «Fish for Breakfast» «Рыба на завтрак»                     | Фил Льюис          | История: Марк Робертс и Дон Фостер Телесценарий: Эл Хиггинс и Карла Филиша             | 14 января 2013   | 11,46               |
| 59      | 12         | «Molly's Birthday» «День рождения Молли»                   | Марк Робертс       | История: Марк Робертс и Дон Фостер Телесценарий: Эл Хиггинс и Джули Бин                | 21 января 2013   | 10,89               |
| 60      | 13         | «Carl Gets a Roommate» «У Карла сосед по квартире»         | Марк Робертс       | История: Марк Робертс и Дон Фостер Телесценарий: Эл Хиггинс, Джули Бин и Карла Филиша  | 4 февраля 2013   | 10,77               |
| 61      | 14         | «The Princess and the Troll» «Принцесса и тролль»          | Фил Льюис          | История: Марк Робертс Телесценарий: Дон Фостер, Марк Гросс и Брайан Кит Этридж         | 11 февраля 2013  | 10,50               |
| 62      | 15         | «Mike the Tease» «Майк-задира»                             | Фил Льюис          | История: Марк Робертс Телесценарий: Эл Хиггинс, Джули Бин и Карла Филиша               | 18 февраля 2013  | 10,33               |
| 63      | 16         | «Molly's New Shoes» «Новые туфли Молли»                    | Фил Льюис          | История: Марк Робертс Телесценарий: Дон Фостер, Эл Хиггинс и Марк Гросс                | 25 февраля 2013  | 9,79                |
| 64      | 17         | «St. Patrick's Day» «День Святого Патрика»                 | Фил Льюис          | История: Марк Робертс Телесценарий: Джули Бин и Карла Филиша                           | 18 марта 2013    | 8,38                |
| 65      | 18         | «Spring Break» «Начало весны»                              | Фил Льюис          | История: Марк Робертс Телесценарий: Дон Фостер, Ал Хиггинс и Марк Гросс                | 25 марта 2013    | 8,99                |
| 66      | 19         | «Party Planners» «Организаторы вечеринок»                  | Фил Льюис          | История: Марк Робертс Телесценарий: Марк Гросс и Брайан Кит Этридж                     | 15 апреля 2013   | 7,76                |
| 67      | 20         | «Mike Can't Read» «Майк не может читать»                   | Марк Робертс       | История: Марк Робертс Телесценарий: Дон Фостер, Джули Бин и Карла Филиша               | 29 апреля 2013   | 8,14                |
| 68      | 21         | «Molly's Out of Town» «Молли уехала из города»             | Марк Робертс       | История: Марк Робертс Телесценарий: Дон Фостер, Ал Хиггинс и Брайан Кит Этридж         | 6 мая 2013       | 8,08                |
| 69      | 22         | «School Recital» «Школьный концерт»                        | Марк Робертс       | История: Марк Робертс Телесценарий: Дон Фостер, Ал Хиггинс и Марк Гросс                | 13 мая 2013      | 8,31                |
| 70      | 23         | «Windy City» «Город ветров»                                | Марк Робертс       | История: Марк Робертс Телесценарий: Дон Фостер и Марк Робертс                          | 30 мая 2013      | 8,01                |

### Сезон 4 (2013-14)
| № общий | № в сезоне | Название                                                                        | Режиссёр         | Автор сценария                                                                                        | Дата премьеры   | Зрители в США (млн) |
| ------- | ---------- | ------------------------------------------------------------------------------- | ---------------- | --- | --------------- | ------------------- |
| 71      | 1          | «Molly Unleashed» «Молли дала себе волю»                                        | Фил Льюис        | История: Чак Лорри и Эл Хиггинс Телесценарий: Джули Бин, Марк Гросс и Карла Филиша                    | 4 ноября 2013   | 9,22                |
| 72      | 2          | «The First and Last Ride-Along» «Первая и последняя поездка»                    | Фил Льюис        | История: Чак Лорри и Эл Хиггинс Телесценарий: Билл Дейли, Джули Бин, Марк Гросс                       | 11 ноября 2013  | 8,65                |
| 73      | 3          | «Sex and Death» «Секс и Смерть»                                                 | Фил Льюис        | История: Чак Лорри и Эл Хиггинс Телесценарий: Брайан Кит Этридж, Билл Дейли и Джули Бин               | 18 ноября 2013  | 8,08                |
| 74      | 4          | «Careful What You Dig For» «Берегись того, что ищешь»                           | Фил Льюис        | История: Чак Лорри и Эл Хиггинс Телесценарий: Марк Гросс, Карла Филиша и Брайан Кит Этридж            | 25 ноября 2013  | 8,48                |
| 75      | 5          | «Poker in the Front, Looker in the Back» «Покер впереди, наблюдатель за спиной» | Фил Льюис        | История: Чак Лорри и Эл Хиггинс Телесценарий: Карла Филиша, Брайан Кит Этридж и Билл Дейли            | 2 декабря 2013  | 8,71                |
| 76      | 6          | «Shoeless Molly Flynn» «Босая Молли Флинн»                                      | Фил Льюис        | История: Чак Лорри и Эл Хиггинс Телесценарий: Кристал Дженкинс, Аарон Ваккаро и Марла ДюМон           | 9 декабря 2013  | 7,78                |
| 77      | 7          | «They Shoot Asses, Don't They?» «Они стреляют по задницам, не так ли?»          | Фил Льюис        | История: Чак Лорри и Эл Хиггинс Телесценарий: Джули Бин, Марк Гросс и Карла Филиша                    | 16 декабря 2013 | 8,88                |
| 78      | 8          | «What Molly Hath Wrought» «Что Молли сотворила»                                 | Стивен Прайм     | История: Чак Лорри и Эл Хиггинс Телесценарий: Брайан Кит Этридж, Билл Дейли и Джули Бин               | 13 января 2014  | 9,84                |
| 79      | 9          | «Mike & Molly's Excellent Adventure» «Идеальное приключение Майка и Молли»      | Фил Льюис        | История: Чак Лорри и Эл Хиггинс Телесценарий: Билл Дейли, Джули Бин и Марк Гросс                      | 20 января 2014  | 8,92                |
| 80      | 10         | «Weekend at Peggy's» «Выходные у Пегги»                                         | Фил Льюис        | История: Чак Лорри и Эл Хиггинс Телесценарий: Карла Филиша, Брайан Кит Этридж и Билл Дейли            | 27 января 2014  | 10,76               |
| 81      | 11         | «Dips & Salsa» «Соусы и Сальса»                                                 | Фил Льюис        | История: Чак Лорри и Эл Хиггинс Телесценарий: Марк Гросс, Карла Филиша и Брайан Кит Этридж            | 3 февраля 2014  | 10,27               |
| 82      | 12         | «Mind Over Molly» «Разум превыше Молли»                                         | Фил Льюис        | История: Чак Лорри и Эл Хиггинс Телесценарий: Кристал Дженкинс, Аарон Ваккаро и Марла ДюМон           | 24 февраля 2014 | 8,16                |
| 83      | 13         | «Open Mike Night» «Открытая ночь Майка»                                         | Фил Льюис        | История: Эл Хиггинс Телесценарий: Джули Бин, Марк Гросс и Карла Филиша                                | 3 марта 2014    | 8,91                |
| 84      | 14         | «Rich Man, Poor Girl» «Богатый мужчина, бедная девочка»                         | Дэвид Трейнер    | История: Чак Лорри и Эл Хиггинс Телесценарий: Билл Дейли, Джули Бин и Марк Гросс                      | 10 марта 2014   | 7,67                |
| 85      | 15         | «Three Girls and an Urn» «Три девчонки и урна»                                  | Дэвид Трейнер    | История: Чак Лорри и Эл Хиггинс Телесценарий: Брайан Кит Этридж, Билл Дейли и Джули Бин               | 17 марта 2014   | 7,70                |
| 86      | 16         | «The Dice Lady Cometh» «Комета Костяная леди»                                   | Виктор Гонсалес  | История: Эл Хиггинс и Кристал Дженкинс Телесценарий: Карла Филиша, Брайан Кит Этридж и Билл Дейли     | 24 марта 2014   | 7,83                |
| 87      | 17         | «McMillan and Mom» «МакМиллан и мама»                                           | Майкл Макдональд | История: Чак Лорри и Эл Хиггинс Телесценарий: Марк Гросс, Карла Филиша, и Брайан Кит Этридж           | 14 апреля 2014  | 7,49                |
| 88      | 18         | «Mike's Manifold Destiny» «Разнообразная судьба Майка»                          | Стив Прайм       | История: Чак Лорри, Кевин Лаппин и Коннор Килпатрик Телесценарий: Эл Хиггинс, Джули Бин, и Марк Гросс | 21 апреля 2014  | 7,33                |
| 89      | 19         | «Who's Afraid of J.C. Small» «Кто боится Дж. Си. Младшего?»                     | Мелисса Маккарти | История: Чак Лорри и Эл Хиггинс Телесценарий: Кристал Дженкинс, Аарон Ваккаро и Марла ДюМон           | 28 апреля 2014  | 7,60                |
| 90      | 20         | «Sex, Lies and Helicopters» «Секс, ложь и вертолеты»                            | Виктор Гонсалес  | История: Чак Лорри и Аарон Ваккаро Телесценарий: Эл Хиггинс, Джули Бин и Марк Гросс                   | 5 мая 2014      | 6,54                |
| 91      | 21         | «This Old Peggy» «Эта старая Пегги»                                             | Дэвид Трейнер    | История: Чак Лорри и Эл Хиггинс Телесценарий: Билл Дейли, Карла Филиша и Брайан Кит Этридж            | 12 мая 2014     | 6,95                |
| 92      | 22         | «Eight Is Enough» «Восемь это достаточно»                                       | Дэвид Трейнер    | История: Чак Лорри и Эл Хиггинс Телесценарий: Билл Дейли, Карла Филиша и Брайан Кит Этридж            | 19 мая 2014     | 7,05                |

### Сезон 5 (2014-15)
| № общий | № в сезоне | Название                                                              | Режиссёр         | Автор сценария                                                                                                | Дата премьеры   | Зрители в США (млн) |
| ------- | ---------- | --------------------------------------------------------------------- | ---------------- | --- | --------------- | ------------------- |
| 93      | 1          | «The Book of Molly» «Книга Молли»                                     | Майкл Макдональд | История: Чак Лорри и Эл Хиггинс Телесценарий: Джули Бин, Марк Гросс и Карла Филиша                            | 8 декабря 2014  | 8,06                |
| 94      | 2          | «To Have and Withhold» «Иметь и удержать»                             | Майкл Макдональд | История: Чак Лорри и Эл Хиггинс Телесценарий: Марк Гросс, Карла Филиша и Билл Дейли                           | 15 декабря 2014 | 7,85                |
| 95      | 3          | «Tis The Season To Be Molly» «Этот сезон будет Молли»                 | Майкл Макдональд | История: Эл Хиггинс и Брайан Кит Этридж Телесценарий: Билл Дейли, Роб Десхотел и Майкл Глуберман              | 22 декабря 2014 | 8,52                |
| 96      | 4          | «Gone Cheatin» «Прошли обман»                                         | Майкл Макдональд | История: Чак Лорри и Эл Хиггинс Телесценарий: Карла Филиша, Билл Дейли и Роб Десхотел                         | 29 декабря 2014 | 8,32                |
| 97      | 5          | «Molly's Neverending Story» «Бесконечная история Молли»               | Дэвид Трейнер    | История: Эл Хиггинс Телесценарий: Билл Дейли, Роб Десхотел и Майкл Глуберман                                  | 5 января 2015   | 9,64                |
| 98      | 6          | «The Last Temptation of Mike» «Последнее искушение Майка»             | Дэвид Трейнер    | История: Эл Хиггинс Телесценарий: Билл Дейли, Роб Десхотел и Майкл Глуберман                                  | 12 января 2015  | 9,19                |
| 99      | 7          | «Support Your Local Samuel» «Поддержи своего местного Сэмюеля»        | Кароле Лазарус   | История: Чак Лорри и Эл Хиггинс Телесценарий: Брайан Кит Этридж, Кристал Дженкинс и Аарон Ваккаро             | 19 января 2015  | 9,22                |
| 100     | 8          | «Mike Check» «Проверка Майка»                                         | Мелисса Маккарти | История: Чак Лорри и Эл Хиггинс Телесценарий: Джули Бин, Марк Гросс и Карла Филиша                            | 2 февраля 2015  | 9,87                |
| 101     | 9          | «Hack to the Future» «Прорыв в будущее»                               | Дэвид Трейнер    | История: Чак Лорри и Эл Хиггинс Телесценарий: Майкл Глуберман, Брайан Кит Этридж и Кристал Дженкинс           | 9 февраля 2015  | 9,32                |
| 102     | 10         | «Checkpoint Joyce» «КПП Джойс»                                        | Виктор Гонзалес  | История: Эл Хиггинс и Марк Гросс Телесценарий: Джули Бин, Аарон Ваккаро и Марла Дюмон                         | 16 февраля 2015 | 9,32                |
| 103     | 11         | «Immaculate Deception» «Безупречный обман»                            | Виктор Гонзалес  | История: Чак Лорри и Эл Хиггинс Телесценарий: Марла Дюмон, Джули Бин и Марк Гросс                             | 23 февраля 2015 | 8,91                |
| 104     | 12         | «The World According to Peggy» «Мир глазами Пегги»                    | Виктор Гонзалес  | История: Чак Лорри и Карла Филиша Телесценарий: Кристал Дженкинс                                              | 2 марта 2015    | 9,65                |
| 105     | 13         | «Buy the Book» «Купи книгу»                                           | Майкл Макдональд | История: Чак Лорри и Эл Хиггинс Телесценарий: Марк Гросс, Карла Филиша и Билл Дейли                           | 9 марта 2015    | 8,80                |
| 106     | 14         | «What Ever Happened to Baby Peggy?» «Что случилась с малышкой Пегги?» | Майкл Макдональд | История: Эл Хиггинс и Майкл Глуберман Телесценарий: Карла Филиша, Билл Дейли и Роб Десхотел                   | 16 марта 2015   | 8,57                |
| 107     | 15         | «Pie Fight» «Битва пирогов»                                           | Майкл Макдональд | История: Эл Хиггинс и Билл Дейли Телесценарий: Роб Десхотел, Майкл Глуберман и Брайан Кит Этридж              | 23 марта 2015   | 7,77                |
| 108     | 16         | «Cocktails and Calamine» «Коктейли и каламин»                         | Майкл Макдональд | История: Эл Хиггинс и Роб Десхотел Телесценарий: Майкл Глуберман, Брайан Кит Этридж и Кристал Дженкинс        | 30 марта 2015   | 7,65                |
| 109     | 17         | «Mudlick or Bust» «Мудлик или Баст»                                   | Майкл Макдональд | История: Эл Хиггинс и Марла ДюМон Телесценарий: Брайан Кит Этридж, Кристал Дженкинс и Аарон Ваккаро           | 13 апреля 2015  | 7,49                |
| 110     | 18         | «No Kay Morale» «Нет морали»                                          | Мелисса Маккарти | История: Эл Хиггинс и Джули Бин Телесценарий: Кристал Дженкинс, Аарон Ваккаро и Марла ДюМон                   | 20 апреля 2015  | 8,13                |
| 111     | 19         | «Mother From Another Mudlick» «Мать от другого»                       | Майкл Макдональд | История: Эл Хиггинс и Аарон Ваккаро Телесценарий: Марла ДюМон, Джули Бин и Марк Гросс                         | 27 апреля 2015  | 7,19                |
| 112     | 20         | «Fight to the Finish» «Бой закончен»                                  | Стивен Прайм     | История: Эл Хиггинс, Коннор Килпатрик и Кевин Лаппин Телесценарий: Билл Дейли, Роб Десхотел и Майкл Глуберман | 4 мая 2015      | 6,79                |
| 113     | 21         | «Near Death Do Us Part» «Пока смерть не разлучит нас»                 | Джоэль Мюррей    | История: Эл Хиггинс и Кристал Дженкинс Телесценарий: Аарон Ваккаро, Марла ДюМон и Джули Бин                   | 11 мая 2015     | 7,69                |
| 114     | 22         | «The Bitter Man and the Sea» «Горький старик и море»                  | Виктор Гонзалес  | История: Эл Хиггинс и Джим Паттерсон Телесценарий: Джули Бин, Марк Гросс и Карла Филиша                       | 18 мая 2015     | 7,75                |

### Сезон 6 (2016)
| № общий | № в сезоне | Название                                                    | Режиссёр            | Автор сценария                                                                                   | Дата премьеры   | Зрители в США (млн) |
| ------- | ---------- | ----------------------------------------------------------- | ------------------- | ------------------------------------------------------------------------------------------------ | --------------- | ------------------- |
| 115     | 1          | «Cops on the Rocks» «Копы на скалах»                        | Майкл Макдональд    | История: Эл Хиггинс и Джули Бин Телесценарий: Марк Гросс и Билл Дейли                            | 6 января 2016   | 6,73                |
| 116     | 2          | «One Small Step for Mike» «Один маленький шажок для Майка»  | Майкл Макдональд    | История: Эл Хиггинс и Карла Филиша Телесценарий: Билл Дейли, Брайан Кит Этридж и Роб Десхотел    | 13 января 2016  | 7,14                |
| 117     | 3          | «Peg O'My Heart Attack» «Сердечный приступ Пег»             | Майкл Макдональд    | История: Эл Хиггинс и Марк Гросс Телесценарий: Карла Филиша, Билл Дейли и Брайан Кит Этридж      | 20 января 2016  | 7,04                |
| 118     | 4          | «Super Cop» «Супер коп»                                     | Майкл Макдональд    | История: Эл Хиггинс и Билл Дейли Телесценарий: Брайан Кит Этридж, Роб Десхотел и Майкл Глуберман | 27 января 2016  | 6,89                |
| 119     | 5          | «Joyce's Will Be Done» «С Джойс покончено»                  | Майкл Макдональд    | История: Эл Хиггинс и Брайан Кит Этридж Телесценарий: Роб Десхотел, Майкл Глуберман и Стив Джо   | 3 февраля 2016  | 6,84                |
| 120     | 6          | «The Good Wife» «Хорошая жена»                              | Майкл Макдональд    | История: Эл Хиггинс и Роб Десхотел Телесценарий: Майкл Глуберман, Стив Джо и Алекс Хершлаг       | 10 февраля 2016 | 6,63                |
| 121     | 7          | «Weekend With Birdie» «Выходные с Бёрди»                    | Майкл Макдональд    | История: Эл Хиггинс и Майкл Глуберман Телесценарий: Стив Джо и Алекс Хершлаг                     | 25 апреля 2016  | 6,90                |
| 122     | 8          | «The Wreck of the Vincent Moranto» «Облом Винсента Моранто» | Майкл Макдональд    | История: Эл Хиггинс и Стив Джо Телесценарий: Алекс Хершлаг, Джули Бин и Марк Гросс               | 2 мая 2016      | 6,94                |
| 123     | 9          | «Baby, Please Don't Go» «Детка, пожалуйста, не уходи»       | Майкл Макдональд    | История: Эл Хиггинс и Алекс Хершлаг Телесценарий: Джули Бин, Марк Гросс и Карла Филиша           | 2 мая 2016      | 7,20                |
| 124     | 10         | «Baby Bump» «Воспитание ребёнка»                            | Мишель Азензер Беар | История: Эл Хиггинс Телесценарий: Брайан Кит Этридж, Билл Дейли и Роб Десхотел                   | 9 мая 2016      | 7,73                |
| 125     | 11         | «The Adoption Option» «Вариант с усыновлением»              | Майкл Макдональд    | История: Чак Лорри и Эл Хиггинс Телесценарий: Конор Килпатрик, Кевин Лаппин и Дэйв Пилсон        | 9 мая 2016      | 8,06                |
| 126     | 12         | «Curse of the Bambino» «Проклятие ребёнка»                  | Мелисса Маккарти    | История: Эл Хиггинс Телесценарий: Майкл Глуберман, Стив Джо и Алекс Хершлаг                      | 16 мая 2016     | 7,87                |
| 127     | 13         | «I See Love» «Я вижу любовь»                                | Джеймс Берроуз      | История: Эл Хиггинс и Чак Лорри Телесценарий: Джули Бин, Марк Гросс и Карла Филиша               | 16 мая 2016     | 8,45                |